# John Tortorella
John Francis Tortorella (* 24. Juni 1958 in Boston, Massachusetts) ist ein ehemaliger US-amerikanischer Eishockeyspieler und derzeitiger -trainer, der zuletzt bis März 2025 als Cheftrainer der Philadelphia Flyers aus der National Hockey League (NHL) tätig gewesen ist. Zuvor betreute er bereits die Columbus Blue Jackets, New York Rangers, Vancouver Canucks und Tampa Bay Lightning in der NHL, wobei er mit letzteren 2004 den Stanley Cup gewann.

## Karriere
John Tortorella begann seine Karriere 1978, als er für die University of Maine spielte. Nach drei Jahren verließ er das College und spielte für ein Jahr in Schweden bei Kristianstads IK, ehe er zur Saison 1982/83 in die Atlantic Coast Hockey League zu den Erie Golden Blades wechselte. In der ACHL spielte er insgesamt zwei Jahre lang, ehe er 1984 zu den Virginia Lancers ging. In den folgenden zwei Spielzeiten zeigte er dort gute Leistungen, erzielte 87 und 96 Punkte und beendete danach im Sommer 1986 seine Karriere.
Tortorella blieb aber der Mannschaft erhalten und übernahm die Aufgaben als General Manager und Trainer und führte die Lancers 1987 gleich zur Meisterschaft der ACHL. Zudem wurde er von der Liga als Trainer des Jahres ausgezeichnet. Die Virginia Lancers schlossen sich daraufhin der All-American Hockey League an und Tortorella trainierte das Team noch ein weiteres Jahr.
1988 verpflichteten ihn die New Haven Nighthawks aus der American Hockey League als Assistenztrainer und im Jahr darauf wechselte er in die National Hockey League zu den Buffalo Sabres. Dort nahm er ebenfalls den Posten als Assistenztrainer ein und arbeitete dort erst bis 1991 unter Cheftrainer Rick Dudley und danach unter John Muckler. Die Sabres qualifizierten sich in jedem Jahr für die Play-offs, kamen aber nur einmal über die erste Runde hinaus.
1995 ernannten die Sabres John Tortorella zum Trainer der Rochester Americans, ihrem Farmteam aus der AHL und er führte sie gleich in der Saison 1995/96 zum Gewinn des Calder Cup. Nach einer weiteren Saison in der AHL wechselte er zurück in die NHL und schloss sich den Phoenix Coyotes an und wurde dort unter Jim Schoenfeld Assistenztrainer. Im Sommer 1999 ging er zu den New York Rangers, wo er zum zweiten Mal seit seiner Zeit in Buffalo Assistent von John Muckler wurde. Dieser wurde jedoch kurz vor Saisonende entlassen und Tortorella betreute die Mannschaft für die letzten vier Spiele.
Doch kurz darauf verließ auch er die Rangers und wurde von den Tampa Bay Lightning als Assistenztrainer verpflichtet. Am 6. Januar 2001 löste er Steve Ludzik als Cheftrainer der Lightning ab und er baute fortan um die Jungstars Vincent Lecavalier und Brad Richards eine konkurrenzfähige Mannschaft auf. 2003 erreichte er mit ihnen erstmals die Play-offs und zog in die zweite Runde ein.
In der Saison 2003/04 erreichten die Lightning das beste Ergebnis ihrer Geschichte. Sie belegten in der regulären Saison den ersten Platz in der Eastern Conference und den zweiten Platz in der gesamten NHL. Die ersten zwei Play-off-Runden überstanden sie mit nur einer Niederlage gegenüber acht Siegen. Das Finale der Eastern Conference gewannen die Lightning knapp gegen die Philadelphia Flyers nach sieben Spielen und im Stanley-Cup-Finale führten die Calgary Flames die Serie bereits mit 3–2 an, ehe die Lightning die verbleibenden zwei Spiele gewannen und den Gewinn der NHL-Play-offs feiern konnten. Im Anschluss an die Saison wurde Tortorella zudem mit dem Jack Adams Award als bester Trainer der Liga ausgezeichnet.
Nach dem Ausfall der NHL-Saison 2004/05 wegen des Lockout konnten die Lightning 2005/06 auch bedingt durch den Weggang von Torhüter Nikolai Chabibulin, der beim Gewinn des Stanley Cup ein wichtiger Rückhalt war, nur den achten Platz und somit den letzten Play-off-Platz der Eastern Conference erreichen und schieden schon in der ersten Runde der Play-offs aus. Auch in der darauffolgenden Spielzeit erreichten sie die Play-offs nur knapp und scheiterten erneut in der ersten Runde.
Die Saison 2007/08 bedeutete einen deutlich Rückschlag für die Lightning, die am Saisonende den letzten Platz in der Liga belegten und somit deutlich die Play-offs verpassten. Das Management zog daraufhin die Konsequenzen und entließ John Tortorella. Dieser nahm daraufhin ein Angebot des kanadischen Sportsenders TSN an, wo er als Experte fungierte. Nach der Entlassung Tom Renneys als Cheftrainer der New York Rangers am 23. Februar 2009 wurde Tortorella noch am gleichen Tag als neuer Trainer des Teams vorgestellt. Zuvor hatten ihm die Tampa Bay Lightning die Freigabe erteilt, da er dort noch bis Sommer 2009 einen gültigen Vertrag besaß.
Nach Ausscheiden der Rangers in den Playoffs der Saison 2012/13 wurde Tortorella am 29. Mai 2013 entlassen. Am 25. Juni 2013 wurde er als neuer Cheftrainer der Vancouver Canucks vorgestellt, jedoch bereits nach einer Saison wieder entlassen.
Im Oktober 2015 wurde er als neuer Cheftrainer der Columbus Blue Jackets eingestellt und wurde damit Nachfolger von Todd Richards, der nach sieben Niederlagen in den ersten sieben Saisonspielen entlassen wurde. Im Laufe der Saison 2015/16 stand Tortorella in seinem 1000. NHL-Spiel als Cheftrainer hinter der Bande und wurde somit zum ersten US-Amerikaner, dem dies gelang.
Im September 2016 stand er als Cheftrainer des Team USA beim World Cup of Hockey 2016 hinter der Bande, schied mit der Mannschaft allerdings bereits in der Gruppenphase aus.
Nach der Saison 2020/21 wurde sein auslaufender Vertrag in Columbus in beidseitigem Einvernehmen nicht verlängert, wobei seine Nachfolge sein bisheriger Assistent Brad Larsen antrat. Nachdem er eine Saison ohne Trainerposten blieb, verpflichteten ihn die Philadelphia Flyers im Juni 2022 als Nachfolger von Mike Yeo.
Am 27. März 2025 gaben die Philadelphia Flyers die Trennung von Tortorella bekannt.

## Erfolge und Auszeichnungen
- 1987 ACHL-Meisterschaft mit den Virginia Lancers
- 1987 ACHL-Trainer des Jahres
- 1996 Calder-Cup-Gewinn mit den Rochester Americans
- 2004 Stanley-Cup-Gewinn mit den Tampa Bay Lightning
- 2004 Jack Adams Award
- 2012 Nominierung für das NHL All-Star Game 2012
- 2016 Nominierung für das NHL All-Star Game 2017 (Absage aus familiären Gründen)
- 2017 Jack Adams Award

## NHL-Statistik
| Team                  | Saison  | reguläre Saison | reguläre Saison | reguläre Saison | reguläre Saison | reguläre Saison | reguläre Saison | reguläre Saison   | Play-offs | Play-offs | Play-offs                |
| Team                  | Saison  | Spiele          | S               | N               | U               | OTL             | Pts             | Platz (Division)  | S         | N         | Resultat                 |
| --------------------- | ------- | --------------- | --------------- | --------------- | --------------- | --------------- | --------------- | ----------------- | --------- | --------- | ------------------------ |
| New York Rangers      | 1999/00 | 4               | 0               | 3               | 1               | 0               | 1               | 4. (Atlantic)     | –         | –         | nicht qualifiziert       |
| Tampa Bay Lightning   | 2000/01 | 43              | 12              | 27              | 1               | 3               | 28              | 5. (Southeast)    | –         | –         | nicht qualifiziert       |
| Tampa Bay Lightning   | 2001/02 | 82              | 27              | 40              | 11              | 4               | 69              | 3. (Southeast)    | –         | –         | nicht qualifiziert       |
| Tampa Bay Lightning   | 2002/03 | 82              | 36              | 25              | 16              | 5               | 93              | 1. (Southeast)    | 5         | 6         | Conference-Halbfinale    |
| Tampa Bay Lightning   | 2003/04 | 82              | 46              | 22              | 8               | 6               | 106             | 1. (Southeast)    | 16        | 7         | Stanley-Cup-Gewinn       |
| Tampa Bay Lightning   | 2005/06 | 82              | 43              | 33              | –               | 6               | 92              | 2. (Southeast)    | 1         | 4         | Conference-Viertelfinale |
| Tampa Bay Lightning   | 2006/07 | 82              | 44              | 33              | –               | 5               | 93              | 2. (Southeast)    | 2         | 4         | Conference-Viertelfinale |
| Tampa Bay Lightning   | 2007/08 | 82              | 31              | 42              | –               | 9               | 71              | 5. (Southeast)    | –         | –         | nicht qualifiziert       |
| New York Rangers      | 2008/09 | 21              | 12              | 7               | –               | 2               | 26              | 4. (Atlantic)     | 3         | 4         | Conference-Viertelfinale |
| New York Rangers      | 2009/10 | 82              | 38              | 33              | –               | 11              | 87              | 4. (Atlantic)     | –         | –         | nicht qualifiziert       |
| New York Rangers      | 2010/11 | 82              | 44              | 33              | –               | 5               | 93              | 3. (Atlantic)     | 1         | 4         | Conference-Viertelfinale |
| New York Rangers      | 2011/12 | 82              | 51              | 24              | –               | 7               | 109             | 1. (Atlantic)     | 10        | 10        | Conference-Finale        |
| New York Rangers      | 2012/13 | 48              | 26              | 18              | –               | 4               | 56              | 2. (Atlantic)     | 5         | 7         | Conference-Halbfinale    |
| Vancouver Canucks     | 2013/14 | 82              | 36              | 35              | –               | 11              | 83              | 5. (Pacific)      | –         | –         | nicht qualifiziert       |
| Columbus Blue Jackets | 2015/16 | 75              | 34              | 33              | –               | 8               | 76              | 8. (Metropolitan) | –         | –         | nicht qualifiziert       |
| Columbus Blue Jackets | 2016/17 | 82              | 50              | 24              | –               | 8               | 108             | 3. (Metropolitan) | 1         | 4         | Conference-Viertelfinale |
| Columbus Blue Jackets | 2017/18 | 75              | 45              | 30              | –               | 7               | 97              | 4. (Metropolitan) | 2         | 4         | Conference-Viertelfinale |
| Columbus Blue Jackets | 2018/19 | 82              | 47              | 31              | –               | 4               | 98              | 5. (Metropolitan) | 6         | 4         | Conference-Halbfinale    |
| Columbus Blue Jackets | 2019/20 | 70              | 33              | 22              | –               | 15              | 81              | 6. (Metropolitan) | 4         | 6         | Conference-Viertelfinale |
| Columbus Blue Jackets | 2020/21 | 56              | 18              | 26              | –               | 12              | 48              | 8. (Central)      | –         | –         | nicht qualifiziert       |
| Philadelphia Flyers   | 2022/23 | 82              | 31              | 38              | –               | 13              | 75              | 7. (Metropolitan) | –         | –         | nicht qualifiziert       |
| Philadelphia Flyers   | 2023/24 | 82              | 38              | 33              | –               | 11              | 87              | 6. (Metropolitan) | –         | –         | nicht qualifiziert       |
| Gesamt                | Gesamt  | 1547            | 742             | 612             | 37              | 156             | 1677            | 3 Divisionstitel  | 56        | 64        | 1 Stanley Cup            |

S=Siege; N=Niederlagen; U=Unentschieden; OTL=Niederlage in Verlängerung bzw. Shootout; Pts=Punkte